# Mitsubishi Ki-33
Mitsubishi Ki-33 (キ33 Ki-sanjūsan) là một mẫu máy bay tiêm kích thử nghiệm thiết kế cho Lục quân Đế quốc Nhật Bản.

## Quốc gia sử dụng
Nhật Bản
- Không quân Lục quân Đế quốc Nhật Bản

## Tính năng kỹ chiến thuật
Dữ liệu lấy từ Famous Airplanes of the World, first series, #76: Army Experimental Fighters (1)
Đặc điểm tổng quát
- Kíp lái: 1
- Chiều dài: 7,54 m (24 ft 9 in)
- Sải cánh: 11 m (36,05 ft 0⅝ in)
- Chiều cao: 3,19 m (10 ft 6 in)
- Diện tích cánh: 17,80 m². (191,6 ft²)
- Trọng lượng rỗng: 1.132 kg (2.496 lb)
- Trọng lượng cất cánh tối đa: 1.462 kg (3.223 lb)
- Động cơ: 1 × Nakajima Ha-1-Ko kiểu động cơ piston bố trí tròn, 556 kW (745 hp)

 Hiệu suất bay 
- Vận tốc cực đại: 474 km/h trên độ cao 3.000 m (295 mph trên độ cao 9.845 ft)
- Vận tốc lên cao: 14,04 m/s (2.760 ft/phút)
- Tải trên cánh: 82,1 kg/m² (16,8 lb/ft²)
- Công suất/trọng lượng: 2,1 kg/hp (4,5 lb/hp)

Trang bị vũ khí

- Súng: 2× súng máy Type 89 7,7 mm (0.303 in)